# Mineola (Nova Iorque)
Mineola é uma aldeia em  Long Island na vila de North Hempstead no Condado de Nassau, do qual é sede, no estado norte-americano de Nova Iorque. Uma pequena parte de seu território localiza-se na vila de Hempstead. Possui pouco mais de 20 mil habitantes, de acordo com o censo nacional de 2020.
É uma localidade que conta com uma importante comunidade lusófona, com escolas que incluem a língua portuguesa em seus currículos.

## Geografia
De acordo com o Departamento do Censo dos Estados Unidos, a aldeia tem uma área de 4,8 km², dos quais todos os 4,8 km² estão cobertos por terra.

## Demografia
Desde 1900, o crescimento populacional médio, a cada dez anos, é de 30,4%.

### Censo 2020
Segundo o censo nacional de 2020, a sua população é de 20 800 habitantes e sua densidade populacional de 4 338,4 hab/km². Seu crescimento populacional na última década foi de 10,6%, bem acima do crescimento estadual de 4,2%.
Possui 8 776 residências que resulta em uma densidade de 1 830,5 residências/km² e um aumento de 14,0% em relação ao censo anterior. Deste total, 5,3% das unidades habitacionais estão desocupadas. A média de ocupação é de 2,5 pessoas por residência.
A renda familiar média é de 100 891 dólares e a taxa de emprego é de 69,3%.

## Personalidades
- Frank Wilczek (1951), Prémio Nobel de Física de 2004